# Dekanat Barczewo
Dekanat Barczewo – jeden z 21 dekanatów w rzymskokatolickiej archidiecezji warmińskiej.

## Parafie
W skład dekanatu wchodzi 12 parafii:
- parafia św. Wawrzyńca – Barczewko
- parafia św. Andrzeja Apostoła – Barczewo
- parafia św. Anny – Barczewo
- parafia św. Jakuba Apostoła – Bartołty Wielkie
- parafia św. Jana Chrzciciela – Giławy
- parafia św. Bartłomieja Apostoła – Jeziorany
- parafia św. Mikołaja Biskupa – Lamkowo
- parafia św. Maksymiliana Marii Kolbego – Łęgajny
- parafia św. Michała Archanioła – Purda
- parafia św. Andrzeja Apostoła i św. Rocha – Ramsowo
- parafia św. Jana Marii Vianney'a i Narodzenia Najświętszej Maryi Panny – Wipsowo
- parafia Najświętszej Maryi Panny Królowej Męczenników – Wójtowo

## Historia
Do 15 września 2022 roku w skład dekanatu wchodziło 9 parafii:

## Sąsiednie dekanaty
Biskupiec Reszelski, Dobre Miasto, Jeziorany, Olsztyn Śródmieście, Olsztyn Południe, Olsztyn Północ, Pasym